# جودي فيشر
جودي فيشر (بالإنجليزية: Jodie Fisher)‏ هي ممثلة أمريكية، ولدت في 17 يوليو 1960 في الولايات المتحدة.

## وصلات خارجية
- جودي فيشر على موقع IMDb (الإنجليزية)
- جودي فيشر على موقع قاعدة بيانات الفيلم (الإنجليزية)